# Albian Ajeti
Albian Afrim Ajeti (Basileia, 26 de fevereiro de 1997) é um futebolista suíço de origem albanesa que atua como atacante. Atualmente defende o Basel.

## Carreira

### FC Basel
Albian iniciou sua carreira no Basel, juntamente com seus irmãos Arlind e Adonis. Sua estreia pela equipe principal aconteceu em 13 de março de 2014, entrando como substituto na partida contra o Red Bull Salzburg, válida pela Europa League. Sua estreia no Campeonato Suíço foi em 6 de abril de 2014, no empate sem gols contra o FC Thun, no St. Jakob-Park. Em sua segunda temporada pelo clube (temporada 2014/2015) foi campeão suíço e participou da campanha que seguiu até às oitavas-de-finais pela Liga dos Campeões da UEFA, terminando na eliminação contra o FC Porto.

### FC Augsburg
Em janeiro de 2016 assinou um contrato de 4 anos e meio com o FC Augsburg. Sem espaço na equipe principal, acabou sendo mais utilizado na equipe secundária do clube alemão.

### FC St. Gallen
Na temporada 2016/2017 retornou ao Campeonato Suíço emprestado ao FC St. Gallen pelo FC Augsburg, com opção de compra para o time suíço. Ao final do empréstimo, o St. Gallen optou por exercer a opção de compra, ficando com Albian em definitivo.

### Retorno ao FC Basel
Em 2 de outubro de 2017, Albian Ajeti assinou um contrato de cinco anos com o FC Basel, confirmando assim seu retorno ao clube de origem. Mesmo após a sequência de oito títulos consecutivos do Basel ter sido interrompida, Albian foi o artilheiro do Campeonato Suíço na temporada 2017/2018, marcando 24 gols.

### West Ham
Albian Ajeti se transferiu para o West Ham na temporada 2019/2020 por €8,70 milhões.

## Seleção Suíça
Albian Ajeti teve passagens frequentes e de certo destaque pelas categorias de base da seleção suíça. Sua primeira convocação para a seleção principal ocorreu em 2018, para os amistosos contra Islândia e Inglaterra. Sua estreia aconteceu contra a Islândia e logo em sua primeira partida Albian Ajeti já marcou seu primeiro gol pela seleção principal, na vitória por 6x0 sobre os islandeses.

## Vida pessoal
Albian é filho de imigrantes albaneses da região de Kosovo, e possui dois irmãos que também são futebolistas: Adonis Ajeti que é seu irmão gêmeo, e seu irmão mais velho Arlind Ajeti. Todos nasceram na Suíça. Profissionalmente, Albian optou por defender a seleção de seu país de nascimento, a seleção suíça, enquanto Arlind optou por defender as cores da seleção da Albânia, nação de seus pais. Adonis ainda não recebeu nenhuma convocação para nenhuma seleção principal, mas defendeu a Suíça nas categorias de base.
Os irmãos falam a língua albanesa fluentemente, sendo esse o idioma que se comunicam entre si na vida pessoal.